# Martie 1994
Acest articol este generat integral pe baza informațiilor din articolul 1994 și este actualizat periodic de un robot.
 Editările făcute în articol vor fi șterse la următoarea actualizare! Dacă doriți să faceți modificări, editați articolul-sursă.

ianuarie -
februarie -
martie -
aprilie -
mai -
iunie -
iulie -
august -
septembrie -
octombrie -
noiembrie -
decembrie
Martie 1994 a fost a treia lună a anului și a început într-o zi de marți.

## Evenimente
- 6 martie: Referendum în Republica Moldova numit La sfat cu poporul privind posibila unificare cu România; 95% dintre votanților răspund „da” pentru independența Republicii Moldova.
- 6 martie: PUNR iese de la guvernare, PDSR formează guvern monocolor.
- 12 martie: Biserica anglicană acceptă și femeile ca preot, pentru prima dată în ultimii 460 de ani.
- 25 martie: Președintele Ion Iliescu grațiază membrii supleanți ai fostului C.P.Ex. al PCR: Ștefan Andrei, Silviu Curticeanu, Suzana Gâdea, Mihai Gere, Ana Mureșan, Ioan Torna, Ion Stoian.

## Nașteri

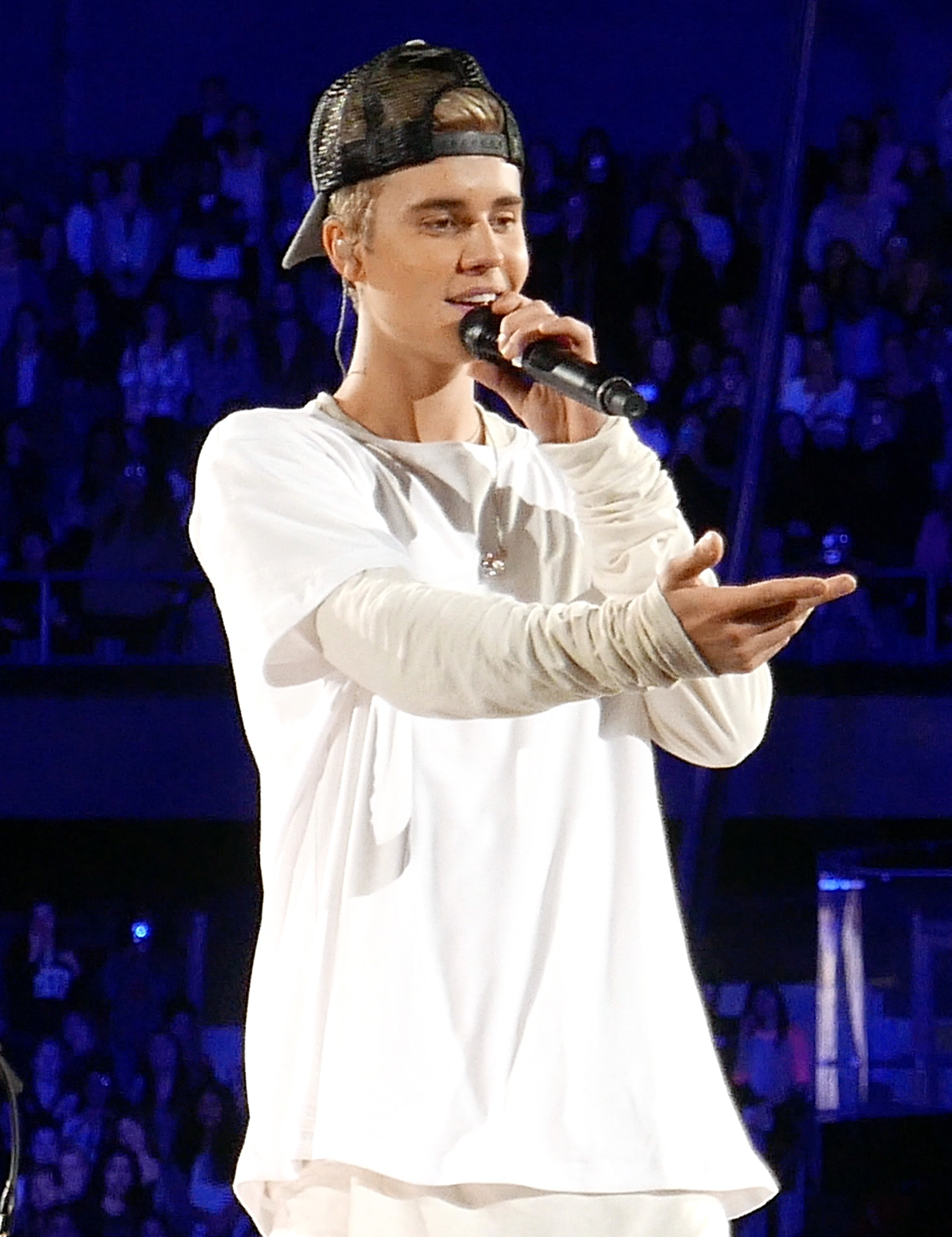
Justin Bieber, cântăreț canadian
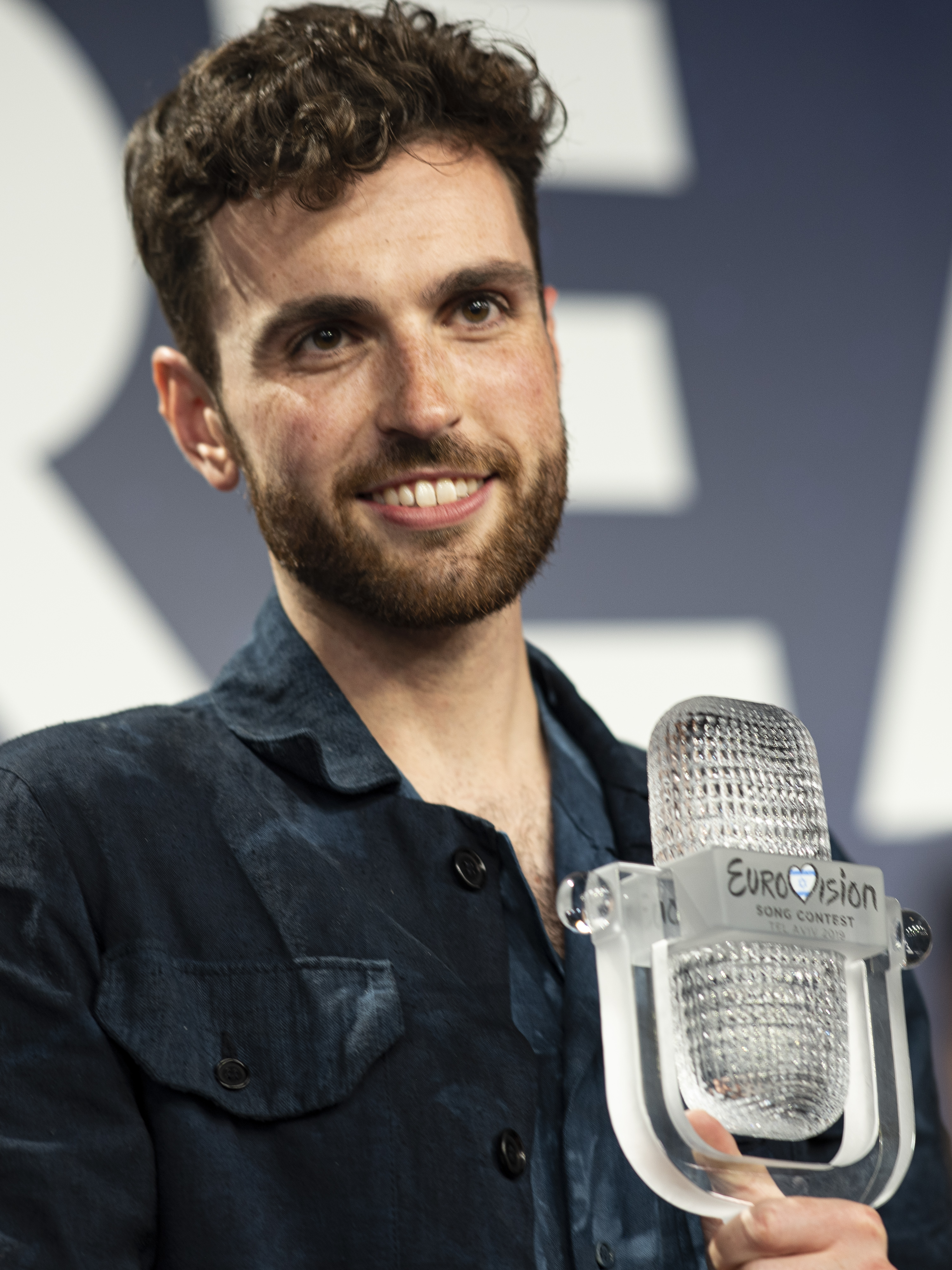
Duncan Laurence, cântăreț olandez
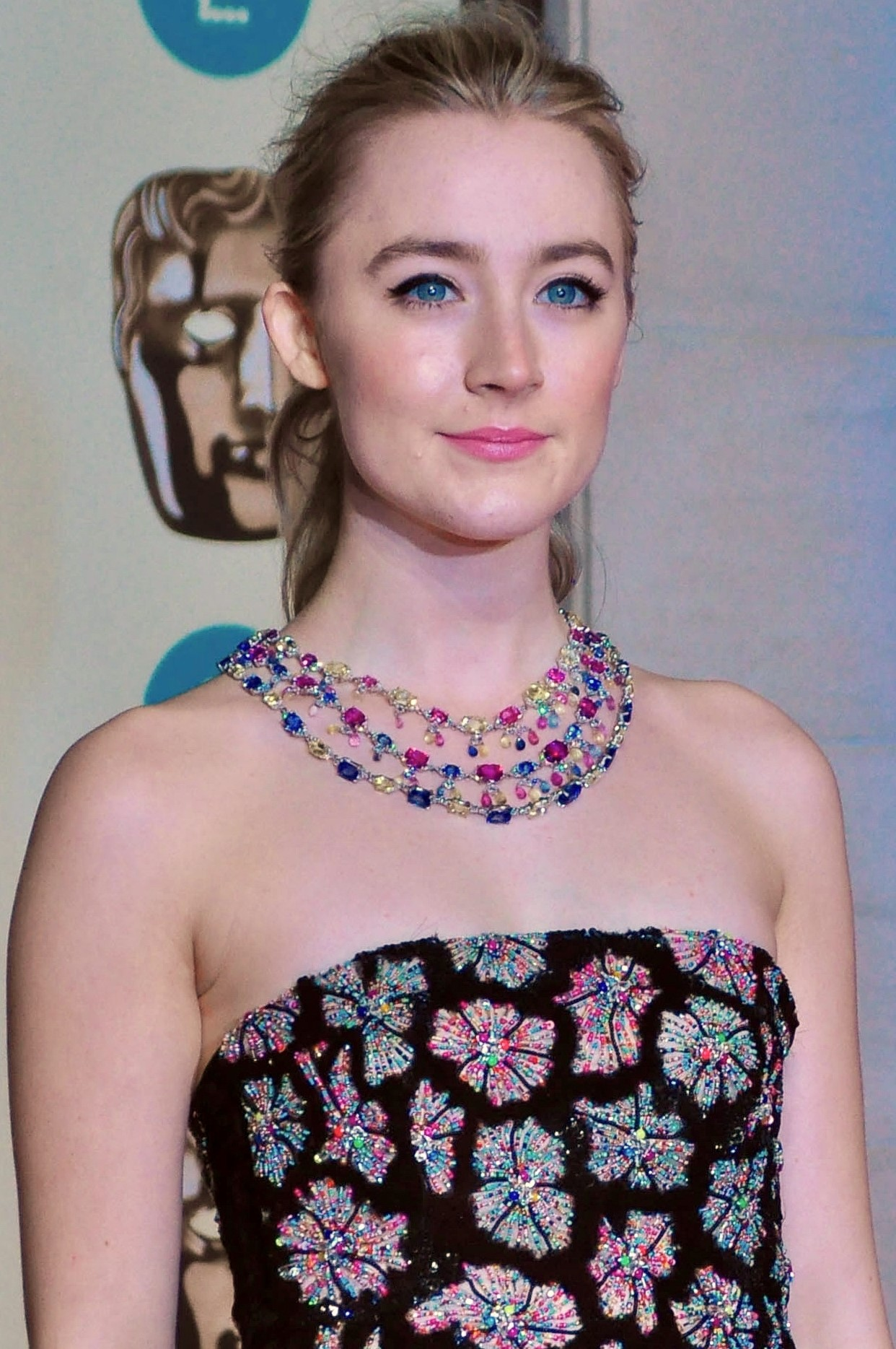
Saoirse Ronan, actriță irlandeză

- 1 martie: Justin Bieber, cântăreț și compozitor canadian de muzică pop și R&B
- 1 martie: David Babunski, fotbalist macedonean
- 5 martie: Daria Saville, jucătoare de tenis rusă
- 11 martie: Andrew Robertson, fotbalist scoțian
- 12 martie: Christina Grimmie (Christina Victoria Grimmie), cântăreață americană (d. 2016)
- 12 martie: Nans Peters, ciclist francez
- 13 martie: Gerard Deulofeu Lázaro, fotbalist spaniol
- 14 martie: Ansel Elgort, actor american
- 15 martie: Bogdan Țîru, fotbalist român
- 15 martie: Alexandru Buziuc, fotbalist
- 16 martie: Camilo, cântăreț columbian
- 17 martie: Marcel Sabitzer, fotbalist austriac (atacant)
- 20 martie: Silje Waade, handbalistă norvegiană
- 21 martie: Andrei Vaștag (Andrei Ionuț Adrian Vaștag), fotbalist român
- 22 martie: Aliaksandra Aliaksandraŭna Sasnovich, jucătoare belarusă de tenis
- 22 martie: Ha Sung-woon, cântăreț sud-coreean
- 22 martie: Aliaksandra Sasnovich, jucătoare de tenis din Belarus
- 26 martie: Vlad Nistor, rugbist român
- 26 martie: Alison Van Uytvanck, jucătoare de tenis belgiană
- 29 martie: Sulli (Choi Jin-ri), cântăreață, model și actriță sud-coreeană (d. 2019)
- 30 martie: Laurențiu Brănescu, fotbalist român (portar)

## Decese
Elie Dulcu, 85 ani, scriitor român (n. 1908)
John Candy (John Franklin Candy), 43 ani, actor canadian (n. 1950)
Constantin Cihodaru, 87 ani, istoric român (n. 1907)
Ken Noritake, 71 ani, fotbalist japonez (n. 1922)
Hamdi Cerchez, actor român (n. 1941)
Eufrosinia Kersnovskaia, 86 ani, scriitoare rusă, supraviețuitoare a Gulagului (n. 1908)
Henry Charles Bukowski (n. Heinrich Karl Bukowski), 73 ani, scriitor american (n. 1920)
Fernando Rey (n. Fernando Casado Arambillet), 76 ani, actor spaniol (n. 1917)
Albert A. Bühlmann, 70 ani, medic elvețian (n. 1923)
Gina Patrichi, 58 ani, actriță română (n. 1936)
Giulietta Masina, 73 ani, actriță italiană (n. 1921)
Eugen Ionescu (aka Eugène Ionesco), 84 ani, scriitor de limbă franceză originar din România (n. 1909)
Léon Degrelle, politician belgian (n. 1906)